# Sardinella zunasi
Sardinella zunasi és una espècie de peix de la família dels clupeids i de l'ordre dels clupeïformes.

## Morfologia
- Els mascles poden assolir 18 cm de llargària total.[2][3]

## Depredadors
És depredat per Cynoglossus semilaevis i Paralichthys olivaceus.

## Hàbitat
És un peix marí, pelàgic, de clima subtropical (38°N-22°N, 117°E-134°E) i que es troba a partir dels 5 m de fondària.

## Distribució geogràfica
Es troba des del sud del Japó fins a Taiwan.

## Costums
Forma bancs a les aigües costaneres.

## Observacions
És emprat en la medicina tradicional xinesa.